# Lektorium

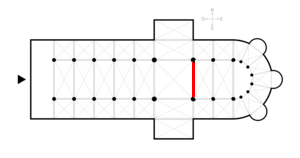
Lektorium (czerwone) na rzucie kościoła

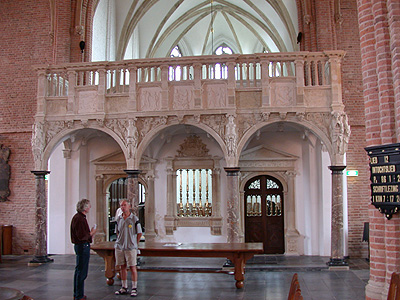
Lektorium w kościele w Rhenen

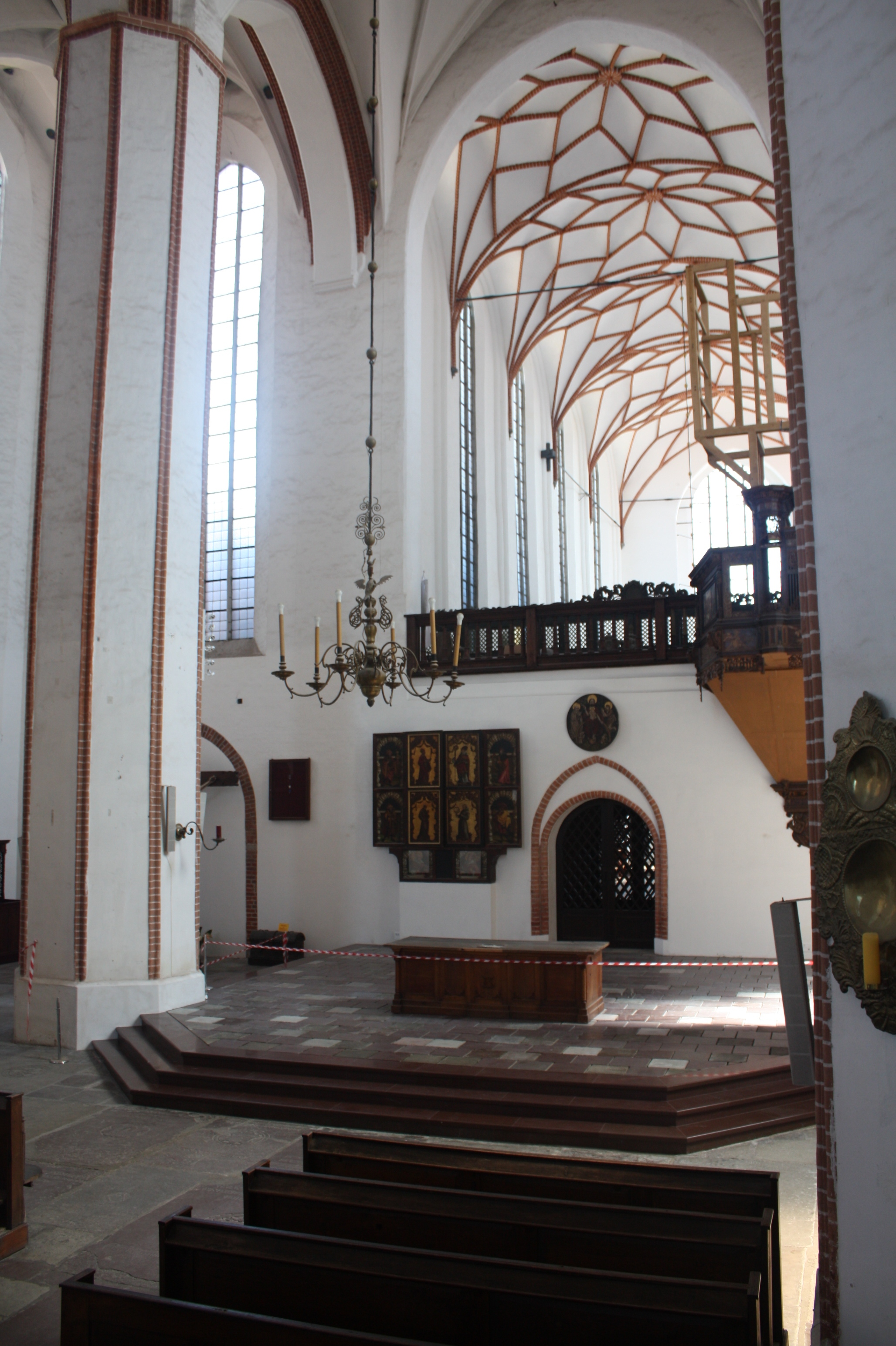
Lektorium w gdańskim kościele Świętej Trójcy

Lektorium – murowana lub drewniana przegroda oddzielająca w kościołach katedralnych i klasztornych przestrzeń przeznaczoną dla księży lub zakonników (prezbiterium) od części, w której mogły przebywać osoby świeckie (nawy głównej).
Lektorium stanowiło dalszą formę rozwojową wczesnochrześcijańskiej przegrody chórowej i najczęściej miało formę ażurowej ścianki z drzwiami pośrodku, na której znajdowało się miejsce do czytania ewangelii, wygłaszania kazań, oznajmiania zarządzeń oraz ukazywania wiernym relikwii.
Lektoria zaczęły pojawiać się w późnym romanizmie, w gotyku ich stawianie stało się regułą. Pod względem pastoralnym rozwiązanie to nie było korzystne, gdyż l dzieliło społeczność Kościoła, służyło utrwalaniu podziału na duchowieństwo i wiernych, było wyrazem liturgii duchowieństwa (Klerliturgie). Pojawienie się reformacji spowodowało uznawanie lektorium za przeszkodę. W czasach nowożytnych, zgodnie z zaleceniami soboru trydenckiego, zostały w większości rozebrane, a ich funkcję jako miejsca wygłaszania kazania przejęła ambona.
Zabytki tego typu zachowały się m.in. w katedrach w Albi, Naumburg (Saale) i Magdeburgu, kościołach Saint-Étienne-du-Mont w Paryżu, św. Elżbiety w Marburgu, św. Pantaleona w Kolonii, w Exeter oraz w katedrze w Bristolu. Do II wojny światowej lektorium posiadała kolegiata w Kołobrzegu. Nieistniejące dziś gotyckie lektoria znajdowały się np. w kościele św. Jana Chrzciciela w Zawichoście oraz w kościele św. Wincentego i św. Jakuba we Wrocławiu. Obecnie jedyne w Polsce zachowane oryginalne lektorium znajduje się w kościele Świętej Trójcy w Gdańsku.